# 川島町
川島町（かわじままち）は、埼玉県の中部に位置し、比企郡に属する町。

## 地理
県内のほぼ中央に位置し、四方を河川に囲まれた輪中となっている。北側で市野川を境に東松山市、吉見町に接し、東側で荒川を境に北本市、桶川市、上尾市に接し、西側で越辺川を境に坂戸市に接し、南側で入間川を境に川越市に接している。地名のとおり「川に囲まれた島」のような地形となっている。
荒川や荒川系河川の流域であることから町内は荒川低地となっており、立地を生かした農業が盛んで田園地帯が広がっている。旧街道沿いの国道254号旧道沿いを中心に住宅地となっているほか、近年では隣接自治体の川越駅や若葉駅などを最寄りとする新興住宅団地や工場も開発されている。
2008年の圏央道川島インターチェンジ開通後は、立地条件を活かした産業団地などの整備も進んでいる。

### 河川・湖沼
- 荒川
- 入間川
- 市野川
- 安藤川
- 越辺川 - 白鳥飛来地がある。
- 長楽用水
- 鳥羽井沼
- 三ツ又沼

## 歴史

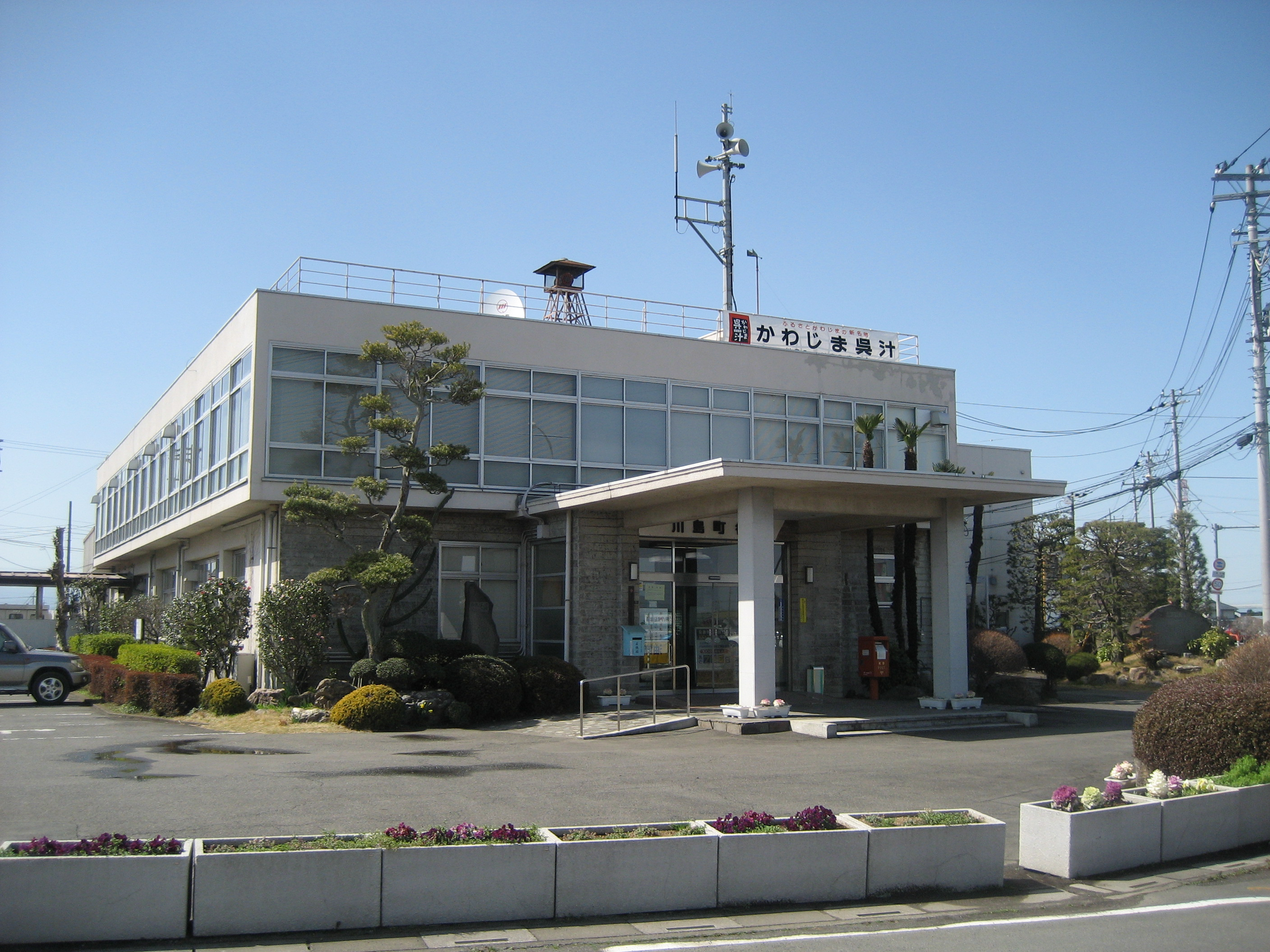
川島町旧庁舎

- 1954年（昭和29年）11月3日 - 中山村、伊草村、三保谷村、出丸村、八ツ保村、小見野村が合併し、川島村が発足[3][4]。
  - 「川島」の名は、四方を荒川（東）、越辺川・都幾川（西）、入間川（南）、市野川（北）と5本の河川に囲まれた“島”状の土地であるという地形的特徴から付けられたと言われている[5]。
- 1972年（昭和47年）11月3日 - 町制施行し川島町となる。
- 2015年（平成27年）12月19日 - 新庁舎が竣工し、その記念式典が挙行される[6]。旧庁舎（川島町大字平沼1175）から移転し業務開始。

県内市町村において現行最古の自治体歌とされる「川島郷歌」（作詞：佐佐木信綱、作曲：田村虎蔵）は1910年（明治43年）に作成され、合併前から前身6村が共通で地域の歌としていたものを引き継いでいる。

## 行政
- 町長：飯島和夫（2015年1月31日就任、3期目）

### 広域行政
一部事務組合
- 比企広域市町村圏組合：川島町のほか東松山市、比企郡滑川町・嵐山町・小川町・ときがわ町・吉見町、秩父郡東秩父村で構成。比企ふるさと市町村圏計画の策定及び当該計画に基づく事業の実施に伴う連絡調整、地域振興事業の実施、視聴覚ライブラリーの設置及び管理運営、養護老人ホームの設置及び管理運営、東松山斎場の設置及び管理運営、比企広域消防本部（当町を除く）の運営を担う。
- 川越地区消防組合：川越市と当町で構成しており、川越地区消防局を運営している。
- かわじマンによる町の緑葉活動

過去に設置されていた一部事務組合
- 埼玉中部資源循環組合：東松山市、桶川市、比企郡の6町（滑川町、嵐山町、小川町、ときがわ町、鳩山町、吉見町、当町（当町は平成27年12月1日に加入））及び秩父郡東秩父村により平成27年4月1日に設立。可燃ごみ及び粗大ごみの新施設を建設する計画を立てていた。しかし、処理施設の付帯設備（温浴施設等）の建設及び建設後の管理費用負担について協議が纏まらなかったことなどもあって計画が頓挫し、令和2年（2020年）3月31日をもって組合は解散した[7]。

協議会
- 埼玉県川越都市圏まちづくり協議会（通称「レインボー協議会」）：川越市、坂戸市、鶴ヶ島市、入間郡毛呂山町・越生町、比企郡川島町の3市3町で構成され、各市町がそれぞれ進めている地域特性を生かしたまちづくりを広域的視点から互いに連携・協力しながらひとつの都市圏として発展していくことを目指している。例として図書館などの公共施設の相互利用、広報紙の相互掲載、参加市町の観光スポットを紹介した「広域観光ガイド」の発行等を行っている。かつて日高市が所属していたが、令和元年（2019年）度をもって退会した。ただし公共施設の相互利用については継続している。

### 合併構想
2016年時点、川島町では、隣接する川越市との合併の計画が持ち上がっている。

## 人口
| |                                        |  |
| 川島町と全国の年齢別人口分布（2005年） | 川島町の年齢・男女別人口分布（2005年） |  |
| ■紫色 ― 川島町 ■緑色 ― 日本全国 | ■青色 ― 男性 ■赤色 ― 女性              |  |
| 川島町（に相当する地域）の人口の推移 \| 1970年（昭和45年） \| 15,049人 \| \| \| 1975年（昭和50年） \| 16,000人 \| \| \| 1980年（昭和55年） \| 17,393人 \| \| \| 1985年（昭和60年） \| 19,865人 \| \| \| 1990年（平成2年） \| 21,946人 \| \| \| 1995年（平成7年） \| 23,134人 \| \| \| 2000年（平成12年） \| 23,322人 \| \| \| 2005年（平成17年） \| 22,906人 \| \| \| 2010年（平成22年） \| 22,092人 \| \| \| 2015年（平成27年） \| 20,788人 \| \| \| 2020年（令和2年） \| 19,378人 \| \| |                                        |  |
| 総務省統計局 国勢調査より |                                        |  |
| 1970年（昭和45年） | 15,049人                               |  |
| 1975年（昭和50年） | 16,000人                               |  |
| 1980年（昭和55年） | 17,393人                               |  |
| 1985年（昭和60年） | 19,865人                               |  |
| 1990年（平成2年） | 21,946人                               |  |
| 1995年（平成7年） | 23,134人                               |  |
| 2000年（平成12年） | 23,322人                               |  |
| 2005年（平成17年） | 22,906人                               |  |
| 2010年（平成22年） | 22,092人                               |  |
| 2015年（平成27年） | 20,788人                               |  |
| 2020年（令和2年） | 19,378人                               |  |

## 経済
産業の中心は農業であるが、首都圏中央連絡自動車道（圏央道）のインターチェンジが開通し、企業誘致が進んだ。

### 企業
- 本田技研工業
  - 本田航空 - 荒川河川敷に軽飛行機用のホンダエアポートを所有。
  - 交通教育センター
- 三井精機工業
- パスコ埼玉工場
- 日之出水道機器埼玉工場
- 松屋フーズ川島生産物流センター[9]

### 商業
- カインズスーパーモール川島
  - ベイシアフードセンター 川島インター店
  - デンキチ 川島店
  - カインズ 川島インター店
  - オートアールズ 川島インター店
  - 蔦屋書店 川島インター店
  - スターバックス カインズスーパーモールかわじま店
  - ファッションセンターしまむら 川島店
  - セリア カインズ川島インター店
  - 久兵衛屋 川島店
  - 馬車道 川島インター店
  - 鶏彩 川島インター店
  - JINS かわじまインター店
- ヤオコー 川島店
- ウエルシア薬局 川島上伊草店、　閉店-川島吹塚店（2024年9月）

## 地域

### 教育
保育園
- さくら保育園
- けやき保育園

幼稚園

- とねがわ幼稚園

小学校
- 川島町立伊草小学校
- 川島町立中山小学校
- 川島町立つばさ小学校

中学校
- 川島町立川島中学校
- 川島町立西中学校

特別支援学校
- 埼玉県立川島ひばりが丘特別支援学校

### 公共施設
- 地域活動センターイースト
- 地域活動センターウェスト
- 町民体育館
- 武道館
- 総合運動場
- 弓道場
- 町民会館
- 町立図書館
- 子育て支援総合センター
- 保健センター
- 学校給食センター
- 環境センター
- イーストみらい
- ウェストきずな
- 平成の森公園
- 老人福祉センター
- シルバー人材センター

#### 民間の施設
- 学童保育「かっぱくらぶ」
- 学童保育「どりいむくらぶ」
- つばさ南学童クラブ
- つばさ北学童クラブ
- ワーク&ライクのびっこ

#### 県の施設
- 埼玉県防災航空センター（消防防災航空隊）
- 埼玉県中央防災基地

### 消防

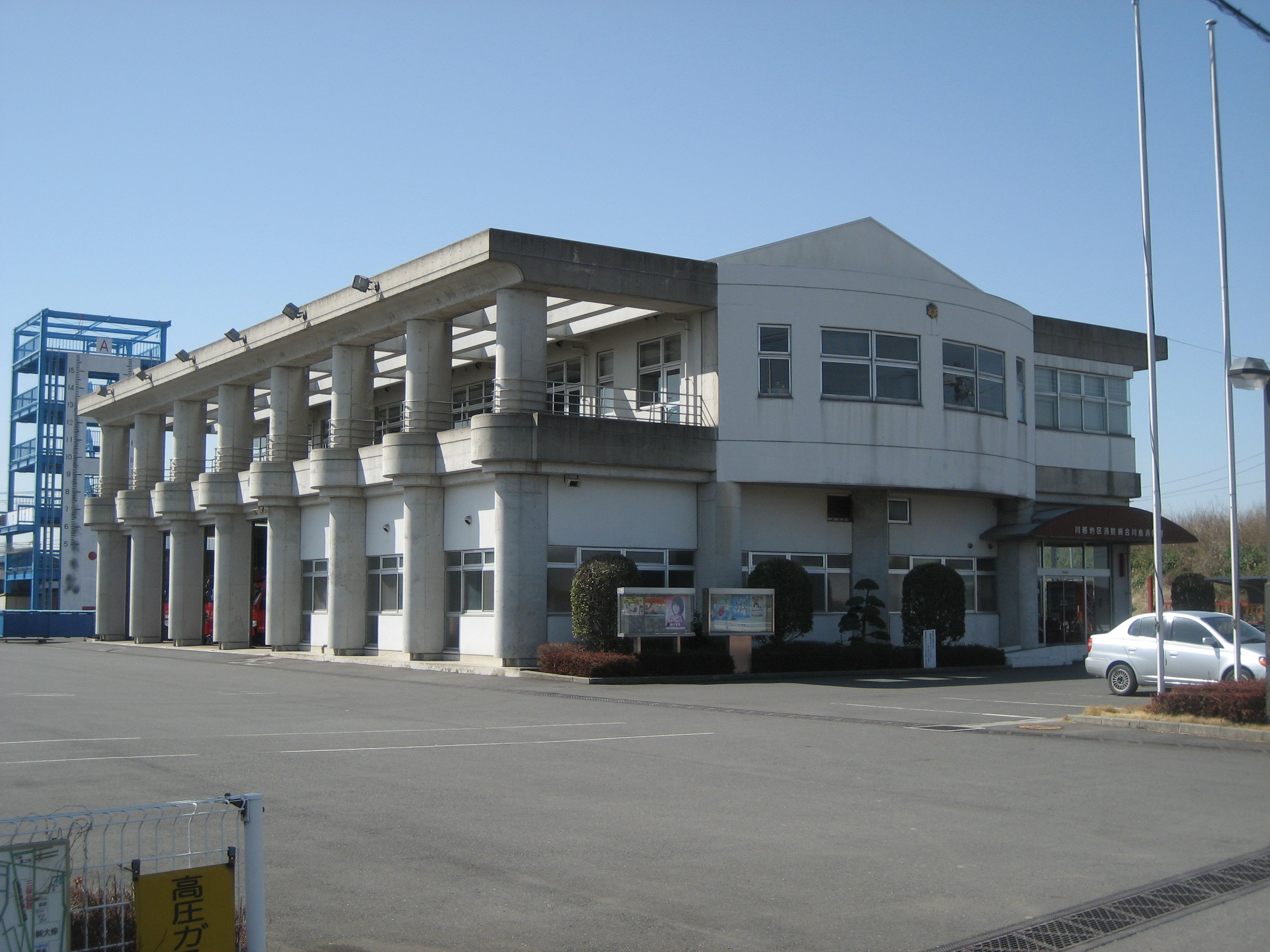
川島消防署

- 川越地区消防局川島消防署

### 警察
- 東松山警察署（東松山市）
  - 川島交番
  - 出丸駐在所

### 電話番号
市外局番は町内全域が「049」。市内局番が「2XX」の地域との通話は市内通話料金で利用可能（川越MA）。収容局は川越川島局のみ。

### 郵政
郵便番号は、町内全域が「350-01xx」（川島郵便局）である。また、町内には以下の郵便局が所在する。
- 川島郵便局（旧・中山郵便局）
- 川島三保谷郵便局（旧・三保谷郵便局）

## 交通

### 鉄道
町内を運行する鉄道路線は無く、川越駅、若葉駅、東松山駅、桶川駅、鴻巣駅と当町を経由する路線バスが運行されている。

### 道路
高速道路
- 首都圏中央連絡自動車道（川島IC）

一般国道
- 国道254号

県道
- 主要地方道
  - 埼玉県道12号川越栗橋線
  - 埼玉県道74号日高川島線
  - 埼玉県道76号鴻巣川島線
- 一般県道
  - 埼玉県道212号岩殿観音南戸守線
  - 埼玉県道269号上伊草坂戸線
  - 埼玉県道339号平沼中老袋線

その他主要道路
- 大里比企広域農道

### 路線バス
- 東武バスウエスト
  - 川越02 川越駅東口 - 本川越駅 - 八幡団地 - 東松山駅
  - 川越03 川越駅東口 - 本川越駅 - 川島消防署前 - 鴻巣駅 - 免許センター
  - 川越04 川越駅東口 - 本川越駅 - 神明町 - 山ヶ谷戸 - 桶川駅西口（桶川駅西口 - 山ヶ谷戸 - 神明町車庫止便あり）
  - 若01 若葉駅 - 八幡団地
  - （若03 若葉駅 - 八幡団地 - 川島町役場 線は2022年をもって廃止）
- コミュニティバス
  - かつては「ぐるっと川島巡回バス」が運行されていたが、2016年6月から町民限定の予約制送迎バスへ移行した。

### タクシー
タクシーの営業区域は県南西部交通圏で、川越市・所沢市・東松山市・飯能市・和光市などと同じエリアとなっている。

### ヘリコプター
- 雄飛航空
  - かつて成田ヘリ・エクスプレスとして、川島ヘリポート - 成田空港を片道約30分で結んでいた。

## イベント・名所・旧跡・観光
- 遠山記念館 - 国の重要文化財

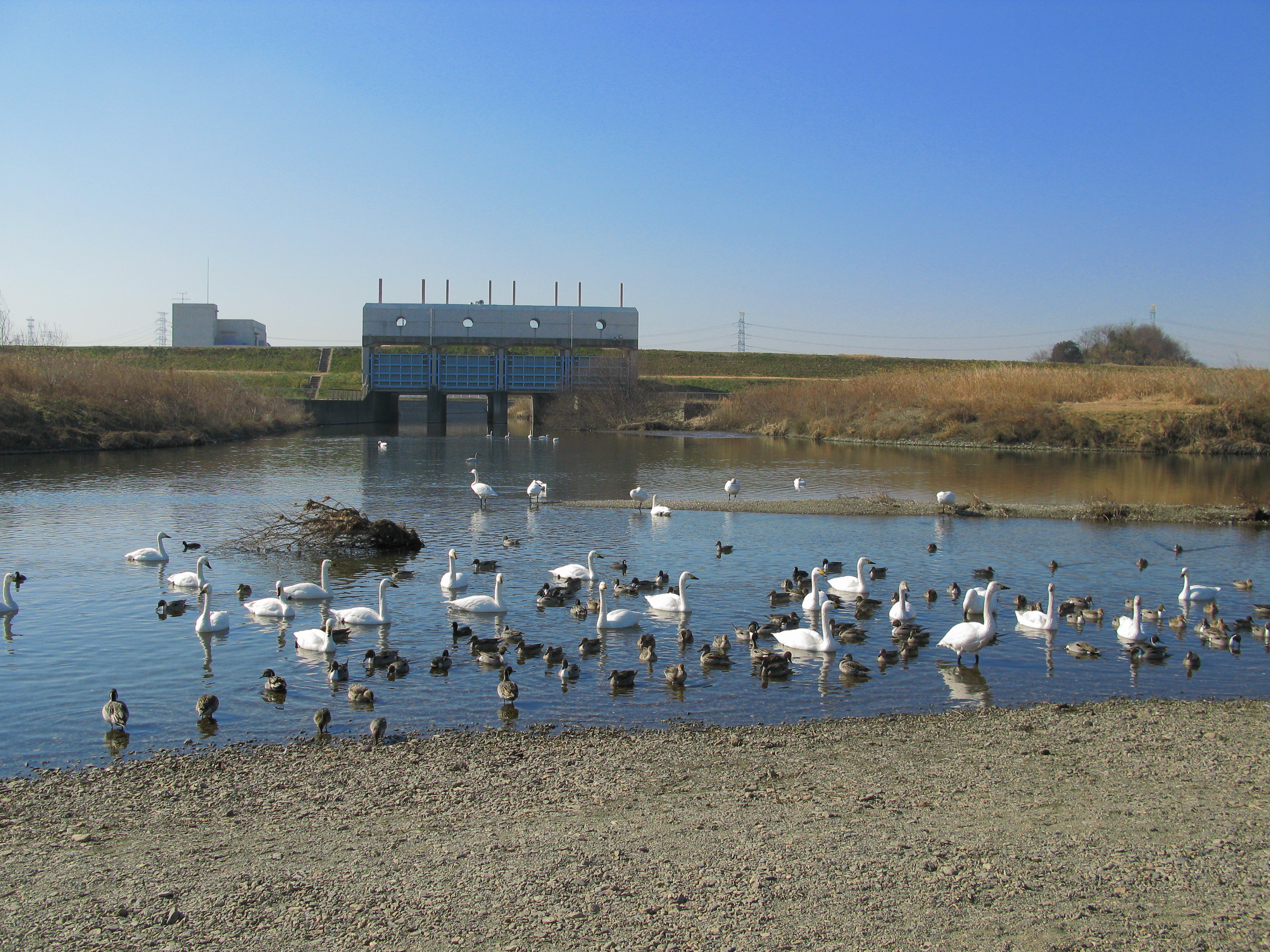
越辺川の白鳥飛来地

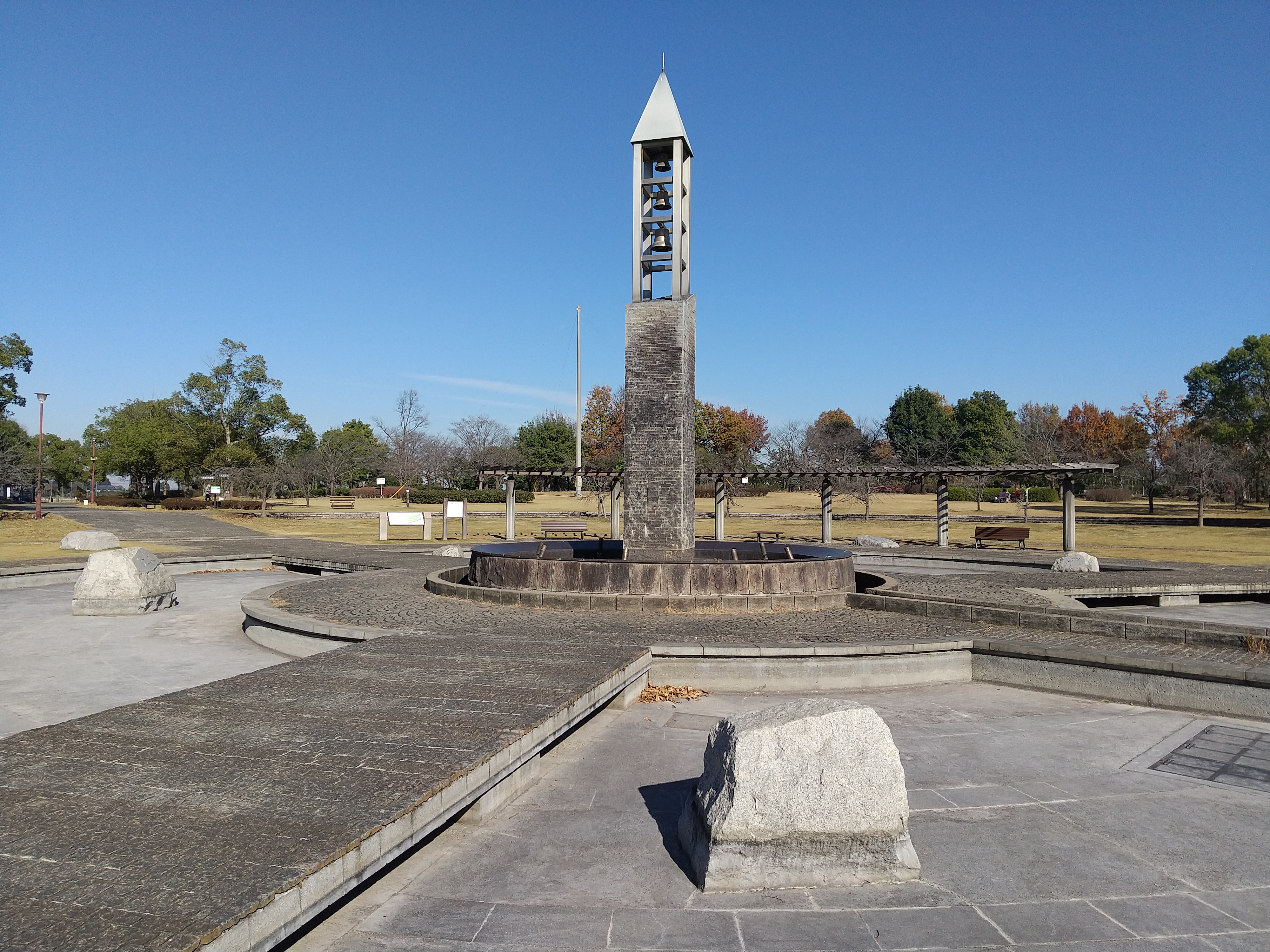
平成の森公園

- 平成の森公園 - （町のほぼ中央にあり、四方を川に囲まれた当町をイメージしたのが「平成の森公園」。日本一長いとされるバラのトンネルがある）
- 桶川スポーツランド - （サーキットは桶川市であるが、主宰する桶川塾の住所は当町）
- ホンダエアポート - （滑走路等施設は桶川市とまたがる。事務所所在地は当町）
- 鳥羽井沼
- 白鳥飛来地 - （越辺川とその河川敷）
- 広徳寺大御堂 - 国の重要文化財
- 伊草獅子舞
- 東京スカイダイビングクラブ
- 笛木醤油醤油パーク
- かわじま呉汁
- すったて - 冷汁うどんの別称で、米の裏作で小麦が盛んなこの地域の郷土料理。2007年開始の「埼玉B級ご当地グルメ王決定戦」参加を機に町おこしの観光資源として活用されている。つけ汁づくりにすり鉢を使い、荒川流域で「すりたて」を「すったて」と呼ぶのが名称の由来[10]。
- かわじま郷土資料展示室

町制50周年を記念して旧小見野小学校2階に開設。古代から現代までの川島町の歴史を土器などの資料と説明板で説明。
また町民から集めた民具も展示し、旧家商店のような展示方法でわかりやすく説明している。
- 鈴木家住宅

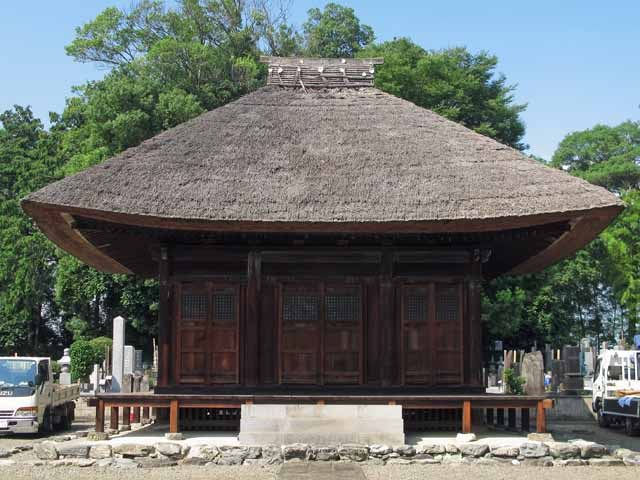
広徳寺大御堂
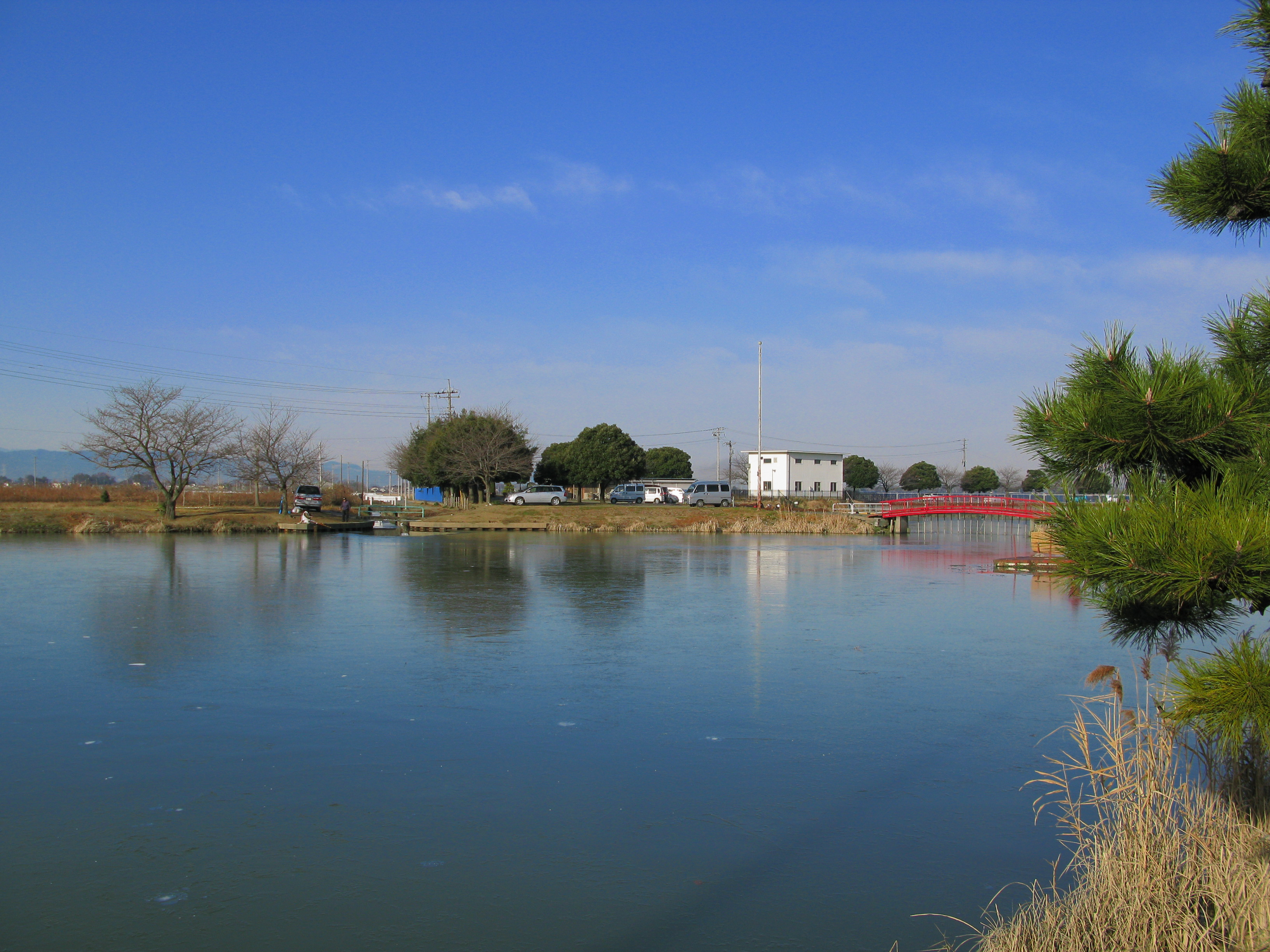
鳥羽井沼
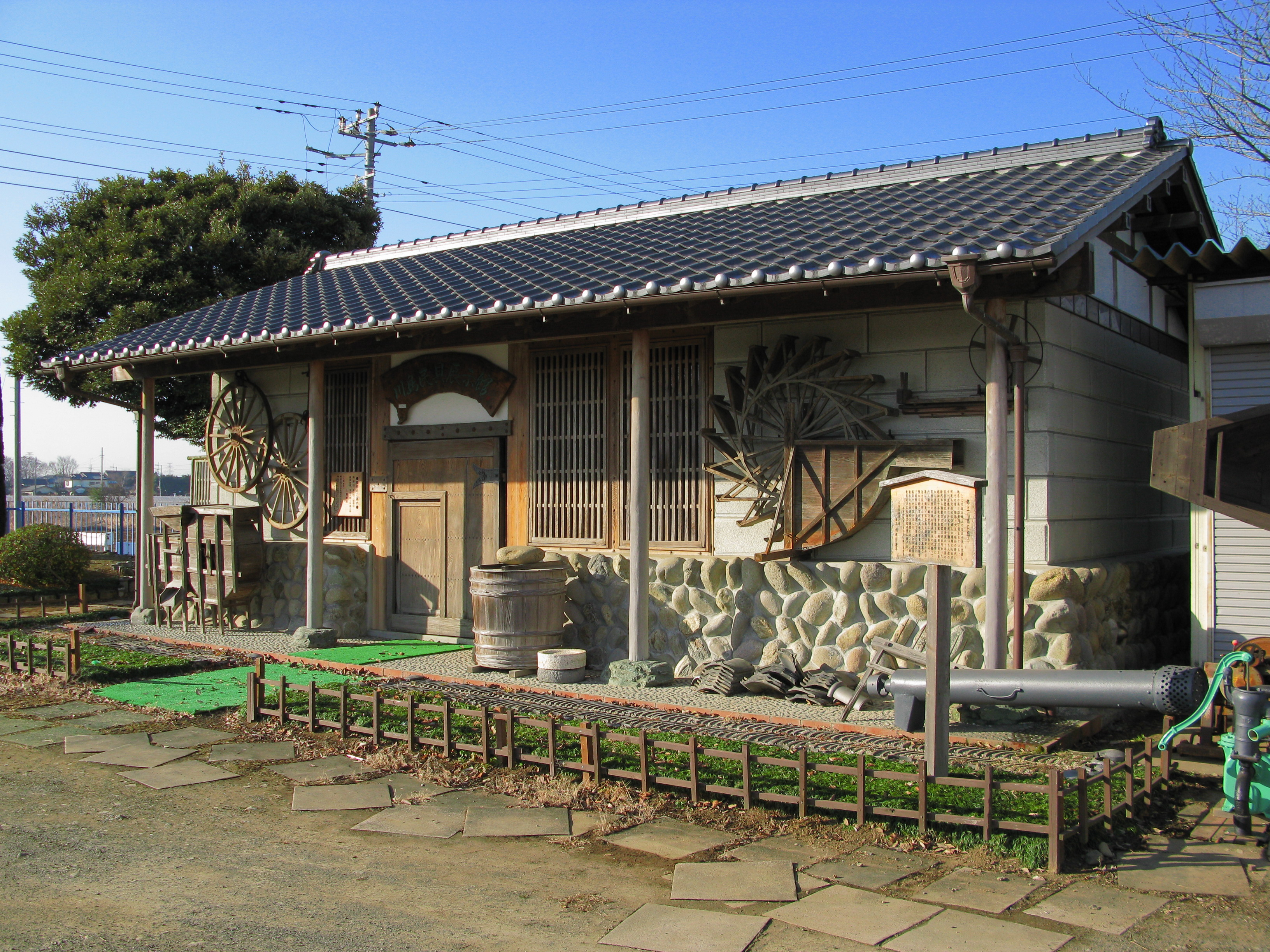
川島民具展示館

## 著名な出身者
- 山口晋（衆議院議員、元内閣官房長官秘書官）
- 遠山元一  （日興証券創業者）
- 鈴木庸行 （比企郡初代郡長、遠山元一の祖父）
- 宇津木妙子  （女子ソフトボール日本代表監督）
- 神田道夫 （熱気球冒険家）
- 神島悠介 （キングレコード歌手）
- 山口泰明  （衆議院議員）
- 長澤英俊  （彫刻家）
- 矢島寵児  （作詞家）
- 山口政二 （衆議院議員）
- 鈴木聞多 （陸上選手）
- 内野茂樹 （早稲田大学教授）
- 岩井明愛 （JLPGA プロゴルファー）
- 岩井千怜 （JLPGA プロゴルファー）

## マスコットキャラクター
- かわべえ - 2010年11月23日制定[11]。
- かわみん（かわべえの孫） - 2012年町政施行40周年を記念して制定された。